# Battaglia di Dongola (652)
La seconda battaglia di Dongola o assedio di Dongola fu uno scontro militare tra le forze arabe del Califfato dei Rashidun e le forze nubiano-cristiane del regno di Makuria nel 652. La battaglia pose fine all'espansione musulmana in Nubia, stabilendo il commercio e una pace storica tra il mondo musulmano e una nazione cristiana: c.d. Bakt. Sull'onda di questo successo e dell'accordo, Makuria riuscì a diventare una potenza regionale che avrebbe dominato la Nubia per i successivi 500 anni.

## Antefatti
Le relazioni tra il regno di Makuria e l'Egitto dei Rashidun avevano avuto un inizio difficile nel 642 con la prima battaglia di Dongola, conclusasi con una vittoria nubiana. Dopo la sconfitta, gli arabi si ritirarono dalla Nubia e nel 645 era stata stabilita una sorta di pace. Secondo lo storico arabo-egiziano del XIV secolo al-Maqrizi, fu la Makuria a violare in qualche modo la tregua alcuni anni dopo, dando così a Abd Allāh ibn Saʿd ibn Abī l-Sarḥ, il successore del primo governatore dell'Egitto arabo, il pretesto per invaderla a scopo di conquista. A quel tempo, la Nubia settentrionale e centrale erano unite sotto il re Qalidurut di Makuria.
I ritrovamenti archeologici dimostrano che Dongola, allora capitale della Makuria, era una città ben fortificata nel VII secolo. Disponeva di mura alte almeno 6 m e larghe 4 alla base con delle torri. L'impianto era costruito con mattoni di fango e malta rivestiti in pietra. Le torri angolari rotonde erano larghe 6 metri e proiettate 8 m fuori dal muro. C'erano altre due torri sulla parete nord. Le torri, tuttavia, potrebbero essere state aggiunte dopo, e forse in risposta all'assedio del 652.

## Battaglia

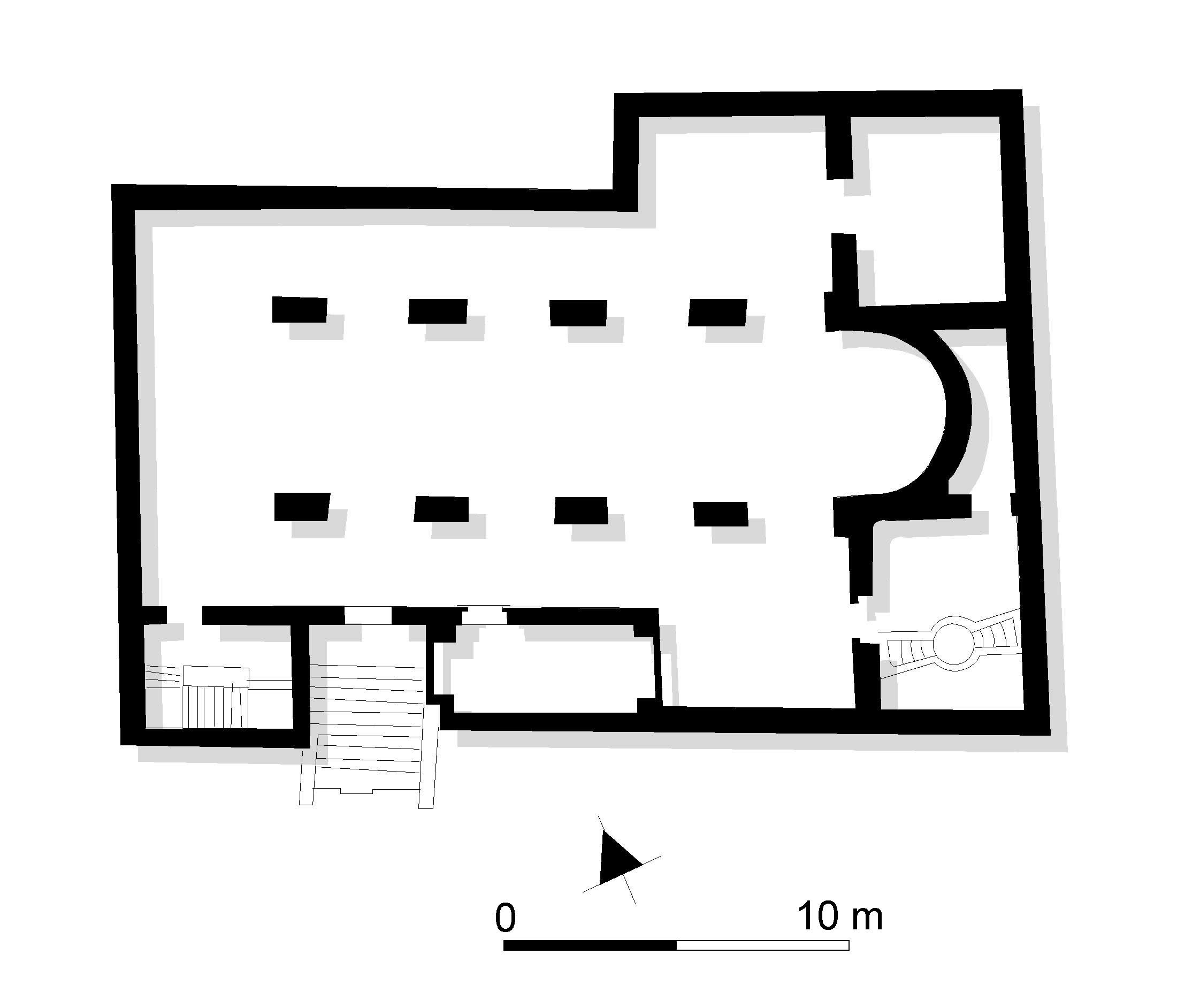
Pianta della cosiddetta "Chiesa Vecchia", presumibilmente distrutta durante l'assedio.

Abdallah fece marciare una forza di 5 000 uomini verso Dongola nel 651. Era dotato di cavalleria pesante e di una catapulta (manjaniq, probabilmente una manganella) arma sconosciuta ai Makuriani secondo al-Maqrizi. Cinse d'assedio alla città e spinse la sua cavalleria all'assalto, nonostante la letale fama degli arcieri nubiani. Durante l'assedio, la cattedrale della città fu danneggiata dal fuoco della catapulta ed una chiesa danneggiata è stata scoperta al di fuori dei resti delle mura cittadine risalenti alla metà del VII secolo.

L'assedio si concluse con una battaglia campale. Le perdite subite dalle forze di Abdallah furono pesanti e Qalidurut non fece causa per la pace. Alla fine, Abdallah revocò l'assedio e negoziò un baratto/patto (il bakt). Secondo lo storico egiziano del IX secolo Ibn Abd al-Hakam questo era perché "non era in grado di sconfiggerli". Lo storico sciita del X secolo Ibn A'tham al-Kufi che non aveva simpatia per le forze del califfo espresse un'opinione ancora più forte: "I musulmani non avevano mai [prima] subito una perdita come quella che avevano in Nubia". Un poeta arabo che descrive la battaglia scrisse:
"I miei occhi non hanno mai visto un altro combattimento come Dongola,
Con cavalli impetuosi carichi di cotte di maglia."
Nei secoli successivi, però, l'assedio e la seconda battaglia di Dongola furono trasformati dagli storici musulmani in una vittoria. Si dice che Qalidurut sia uscito dalla città sottomesso in cerca di condizioni, secondo al-Maqrizi. Può essere che questa versione degli eventi derivi dalla fusione degli eventi del 652 con il conflitto del tardo XIII secolo tra la Nubia e i Mamelucchi che posero fine al regno di Makuria

## Conseguenze
I dettagli della seconda battaglia di Dongola sono scarsi, ma sappiamo che le forze del califfato subirono abbastanza perdite che non era più possibile conquistare il loro obiettivo, la città di Dongola. Una tregua negoziata nota come Bakt fu concordata da entrambe le parti e durò per sei secoli. Ha stabilito relazioni commerciali tra l'Egitto musulmano e la Nubia cristiana. Si trattava dello scambio di grano, orzo, vino, cavalli e lino dall'Egitto per 360 schiavi all'anno dalla Nubia.
Il Bakt era senza precedenti nella storia antica dell'Islam. Un'altra novità per il paradigma delle relazioni musulmano-non musulmano era lo status della Nubia come terra libera da conquiste. Tradizionalmente, la Nubia faceva eccezione. Era una regione cristiana in cui i suoi governanti facevano affari con i governanti musulmani in condizioni di parità fino al 12º secolo, quando il potere della Nubia iniziò a scemare. Come risultato della battaglia e del Bakt, la Nubia cristiana ebbe lo spazio per fiorire per i successivi 600 anni.